# Smiling Fish 2015
Der Smiling Fish 2015 im Badminton fand vom 5. bis zum 10. Mai 2015 in Trang statt.

## Sieger und Platzierte
| Disziplin    | Gold                                    | Silber                                      | Bronze                                              |
| ------------ | --------------------------------------- | ------------------------------------------- | --------------------------------------------------- |
| Herreneinzel | Andre Marteen                           | Vega Vio Nirwanda                           | Kantawat Leelavechabutr                             |
| Herreneinzel | Andre Marteen                           | Vega Vio Nirwanda                           | Kantaphon Wangcharoen                               |
| Dameneinzel  | Supanida Katethong                      | Sarita Suwannakitborihan                    | Goh Jin Wei                                         |
| Dameneinzel  | Supanida Katethong                      | Sarita Suwannakitborihan                    | Laksika Kanlaha                                     |
| Herrendoppel | Wannawat Ampunsuwan Tinn Isriyanet      | Yahya Adi Kumara Yantoni Edy Saputra        | Pisit Poodchalat Sarayut Saetang                    |
| Herrendoppel | Wannawat Ampunsuwan Tinn Isriyanet      | Yahya Adi Kumara Yantoni Edy Saputra        | Jagdish Singh Roni Tan                              |
| Damendoppel  | Supanida Katethong Panjarat Pransopon   | Thidarat Kleebyeesoon Ruethaichanok Laisuan | Marsheilla Gischa Islami Rahmadhani Hasiyanti Putri |
| Damendoppel  | Supanida Katethong Panjarat Pransopon   | Thidarat Kleebyeesoon Ruethaichanok Laisuan | Goh Jin Wei Lee Ying Ying                           |
| Mixed        | Parinyawat Thongnuam Phataimas Muenwong | Drajat Beno Yulfira Barkah                  | Andika Ramadiansyah Mychelle Bandaso                |
| Mixed        | Parinyawat Thongnuam Phataimas Muenwong | Drajat Beno Yulfira Barkah                  | Reinard Dhanriano Sinta Arum Antasari               |